# Sivá skala (Wielka Fatra)
Sivá skala (893 m) – szczyt w Wielkiej Fatrze na Słowacji. Wznosi się w jej części zwanej Szypską Fatrą, po południowej stronie drogi łączącej wieś Komjatná z należącą do niej osadą Studničná.
Sivá skala zbudowana jest z wapieni budujących niższe partie Szypskiej Fatry. Jest to niewysokie, ale dobrze wyodrębnione wzniesienie. Jego północne stoki opadają do doliny potoku Komjatná, zachodnie i wschodnie do dolinek dwóch potoków uchodzących do Komjatnej. Jest niemal całkowicie porośnięta lasem, bezleśne (trawiaste) są tylko podnóża stoków wschodnich w osadzie Studničná. W stromych stokach zachodnich znajdują się skały wapienne. Duża, naga skała wapienna znajduje się także u północno-wschodnich podnóży Sivej skali, w obrębie zabudowań osady Studničná. Na jej szczycie zamontowano krzyż greckokatolicki o podwójnych ramionach, drugi podobny krzyż znajduje się u podnóża skały. Być może od tej skały pochodzi nazwa szczytu.
Nie prowadzi przez nią żaden znakowany szlak turystyczny.

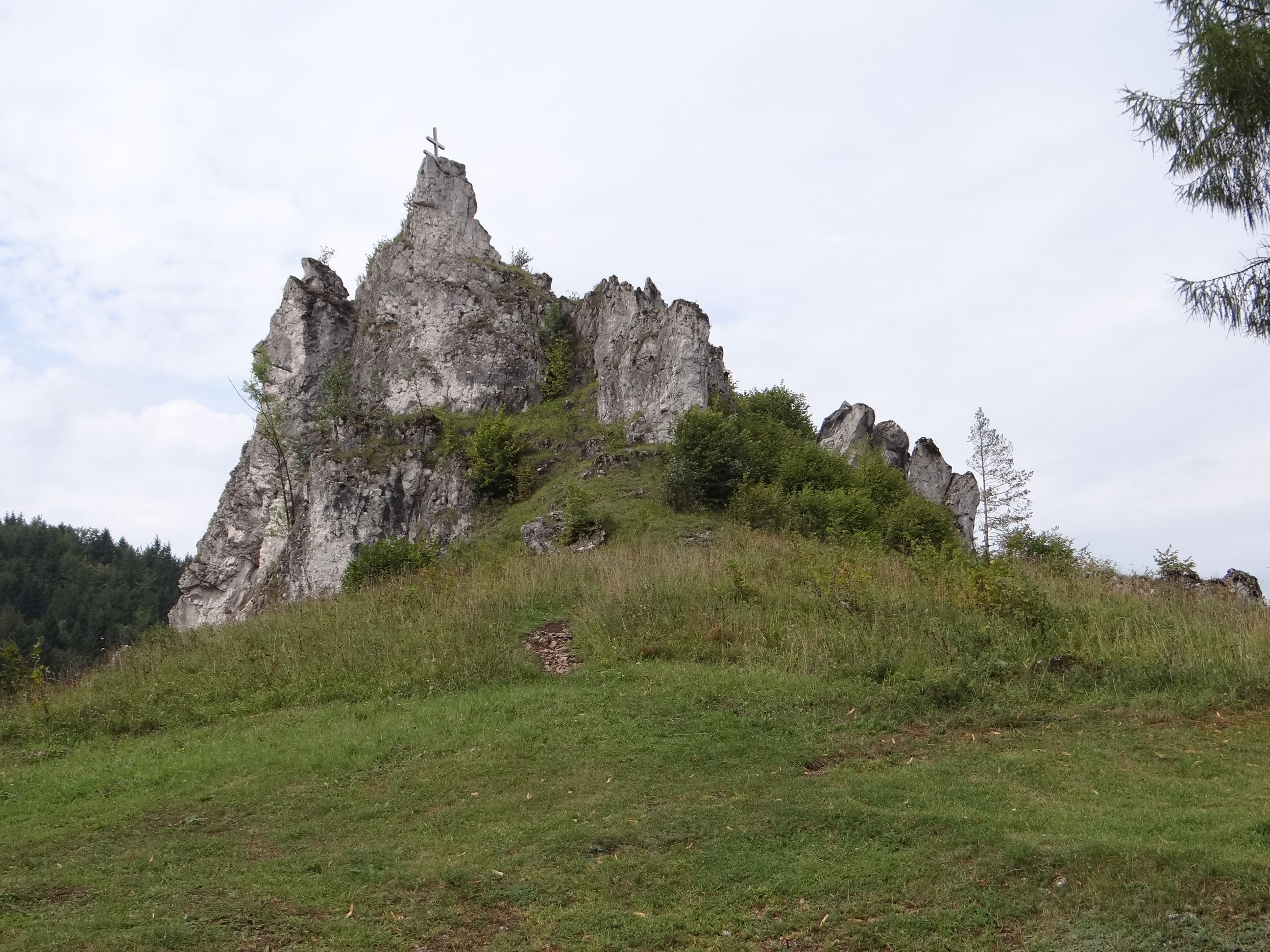
Skała z krzyżem u podnóży wzniesienia Sivá skala